# فكيهة بنت يسار
الصحابية فكيهة بنت يسار إحدى الصحابيات ومن السابقين الأولين في الإسلام، أسلمت قديماً، هي وزوجها خطاب بن الحارث وهاجرت معه إلى الحبشة، وقدمت إلى المدينة مع إحدى السفينتين.

## فكيهة بنت يسار
هي: الصحابية فكيهة بنت يسار تعد من السابقين الأولين في الإسلام، فيمن أسلم بمكة من المهاجرات. وهي امرأة الصحابي: خطاب بن الحارث الجمحي، هاجرت هي وزوجها إلى الحبشة،  قال ابن إسحاق: هاجر إلى الحبشة ومعه امرأته فكيهة بنت يسار، ومات هناك مسلماً، وله عقب، وقدمت امرأته في إحدى السفينتين إلى المدينة.
وذكر ابن عبد البر: أن زوجها مات في طريقه إلى الحبشة.